# Portada/article octubre 6

## Oda Nobunaga
Oda Nobunaga (織田信長, Oda Nobunaga 1534-1582) va ser un destacat dàimio (senyor feudal) del període Sengoku al període Azuchi-Momoyama de la història del Japó. Fill d'un dàimio menor de la província d'Owari, a la mort del seu pare va lluitar contra altres membres de la seva família pel control del clan, i va matar un dels seus germans en el procés. El 1560, durant la batalla d'Okehazama s'enfrontà amb només 3.000 soldats contra un nombrós exèrcit estimat en 40.000 samurais, comandat per Imagawa Yoshimoto. Gràcies a un atac sorpresa va sortir-ne victoriós i se situà al cim del poder militar del país.
Alguns esdeveniments de la seva vida van ser determinants en la història del Japó: la seva entrada a Kyoto el 1568 marcà el final del període Sengoku i consegüentment donà inici al període Azuchi-Momoyama. L'expulsió de l'últim shogun Ashikaga va marcar el final del segon shogunat de la història del Japó, el shogunat Ashikaga, i també va marcar l'inici de l'era japonesa de «Tenshō».